# Кетегенова, Алуа Тлековна
Алуа Тлековна Кетегенова (каз. Алуа Тлекқызы Кетегенова, род. 7 октября 1984, Семей, Восточно-Казахстанская область) — казахстанская журналистка, телеведущая, редактор, певица, артист.

## Биография
Алуа Кетегенова родилась 7 октября 1984 года в городе Семипалатинск Восточно-Казахстанской области. Окончила гимназию имени В.Г. Белинского в городе Каскелен Алматинской области с аттестатом особого образца “Алтын белги”. Во время учебы участвовала в многочисленных городских и республиканских олимпиадах по математике и английскому языку. В 11 классе стала Президентом Гимназии и была признана «Мисс Гимназии». С профессией определилась еще в детстве, когда в 11 лет начала работать юным корреспондентом в казахстанской республиканской еженедельной газете для детей «Дружные ребята (Казахстан)»  .
В 13 лет Алуа приняла участие в конкурсе «Утренняя звезда (телепередача)», где заняла второе призовое место.

## Карьера

### Певица
Свою карьеру в казахстанском шоу-бизнесе Кетегенова начала ещё в школьные годы, приняв участие в конкурсе молодых талантов «Утренняя звезда», где заняла второе место. Позже в 2003 году, ещё учась на втором курсе в университете, она прошла кастинг в группу «Рахат Лукум»  . Будучи участницей певческого коллектива, она параллельно начинает работать на музыкальном канале «Muzzone» в качестве телеведущей музыкальных новостей. В составе певческого коллектива Кетегенова оставалась до 2013 года.

### Телеведущая, журналист
В 2012 году Кетегенова появляется неожиданно в роли ведущей новостей на круглосуточном новостном телеканале Хабар 24.
В 2014 году Алуа Кетегенова начала работу на  Первый канал Евразия в качестве журналиста и телеведущей программы «112». Спустя месяц становится ведущей программ «Главные новости», «Доброе утро, Казахстан!», «Жди меня», «Смотрим вместе» и новостного блока в программе «Аналитика».  С 2017 по 2018 год в её копилку добавилось субботнее шоу «Добрый вечер, Казахстан!».
В 2018 году Кетегенова уходит с Первого канала «Евразия» и новый телевизионный сезон начинает на информационном канале «Atameken Business», где становится ведущей программы «Мир.Итоги».
В 2021 году Алуа становится членом Союза журналистов Казахстана.